# Fábio Miguel Jesus Carvalho
Fábio Miguel Jesus Carvalho, meglio noto come Fabinho (Santa Maria da Feira, 21 dicembre 1994), è un calciatore portoghese, centrocampista del Leixões.

## Caratteristiche tecniche
È un centrocampista centrale.

## Carriera

### Club

#### Feirense
Nato a Santa Maria da Feira, dopo un'esperienza alla cantera del Porto, a 10 anni entra nel settore giovanile del Feirense, l'espressione calcistica della sua città natale. Il 14 agosto 2013 fa il suo debutto in prima squadra, disputando l'incontro di Segunda Liga perso 4-1 contro il Covilhã.
Durante la stagione 2014-2015 mette a segno dieci reti (tra cui molte su rigore) in 41 presenze, con il club che si piazza al settimo posto. Nell'annata successiva il Feirense centra la promozione in Primeira Liga, a distanza di quattro anni dall'ultima, e Fabinho parte titolare per 29 volte sulle 34 presenze complessive.
Debutta nella massima serie portoghese il 15 agosto 2016, nel corso della sfida vinta 2-0 in casa dell'Estoril Praia. A fine Primeira Liga 2016-2017 il Feirense, da neopromosso, centra un buon ottavo posto. Fabinho ha collezionato in quattro anni con la squadra di Santa Maria da Feira 119 presenze in campionato e 17 reti totali.

#### Famalicão e Oliveirense
Per la stagione 2018-2019 si aggrega al Famalicão, con cui centra la promozione in Primeira, mentre nel 2019-2020 è all'Oliveirense.

#### Académica
Nell'estate 2020 si trasferisce a Coimbra, all'Académica, con il quale conclude la Segunda Liga 2020-2021 al quarto posto, sfiorando per tre punti l'accesso ai play-off promoziome.

### Nazionale
Fabinho può vantare due presenze col Portogallo under-20 al Torneo di Tolone 2014.